# Armoriale dei comuni della provincia di Verona

Stemma della Provincia di Verona

Questa pagina contiene le armi (stemmi e blasonature) dei comuni della provincia di Verona.
| Stemma | Comune e blasonatura | Gonfalone e/o bandiera |
| ------ | --- | ---------------------- |
|        | Affi Troncato: nel 1º di azzurro al monte di verde, roccioso alla sommità; nel 2º di rosso al castello d'argento, torricellato di tre, merlato alla ghibellina, murato di nero, aperto e finestrato dello stesso; alla fascia d'oro sulla troncatura carica della scritta: AFFIVS, in caratteri neri. Ornamenti esteriori da Comune. D.P.R. del 25 giugno 1953 Gonfalone: drappo partito d'azzurro e di rosso… |                        |
|        | Albaredo d'Adige D'azzurro, a tre pioppi al naturale, nodriti su campagna erbosa, con ornamenti esteriori da Comune. Gonfalone: Drappo di colore azzurro riccamente ornato di ricami d'argento e caricato dello stemma sopra descritto con l'iscrizione centrata in argento: Comune di Albaredo d'Adige. D.P.R. del 25 giugno 1952 |                        |
|        | Angiari D'azzurro, alla farnia di verde, fustata al naturale, nodrita nella bassa collina di verde, fondata in punta, essa farnia accompagnata da due tortelli di rosso, posti nei cantoni del capo. Ornamenti esteriori da Comune. Gonfalone: drappo di rosso riccamente ornato di ricami d'argento e caricato dallo stemma sopradescritto con la iscrizione centrata in argento recante la denominazione del Comune. D.P.R. del 21 marzo 1997 |                        |
|        | Arcole D'azzurro, all'obelisco di pietra al naturale, caricato della lettera N, coronata e sormontata da una stella d'oro, cimato da un'aquila sorante di rosso posta sopra una palla; l'obelisco poggiato su di un piedistallo gradinato di quattro è fregiato da un trofeo, il tutto circondato da cinque pilastrini legati con catene ed accostati da due salici, il tutto al naturale. Gonfalone: drappo di azzurro… |                        |
|        | Badia Calavena D'azzurro, alla chiesa d'argento, coperta di rosso, posta in prospettiva e a sinistra, con la facciata volta verso il fianco sinistro, munita di porta e di rosone, di nero, con il fianco aperto di quattro finestre di nero poste in fascia, essa chiesa munita di campanile d'argento coperto di rosso, unito al fondo della navata, accompagnata a sinistra dall'abete di verde, e fondata sulla campagna solcata dal corso d'acqua d'argento posto in banda alzata. Ornamenti esteriori da Comune. D.P.R. del 2 aprile 1990 Gonfalone: drappo di bianco… |                        |
|        | Bardolino D'azzurro, al leone rampante d'oro, attraversato da una fascia d'argento. Ornamenti esteriori da Comune. Gonfalone: drappo di giallo riccamente ornato di ricami d'argento e caricato dello stemma sopra descritto con la iscrizione centrata in argento: Comune di Bardolino. D.P.R. del 15 dicembre 1981 |                        |
|        | Belfiore Di rosso, a tre fiori di ninfea aperti di cinque petali d'argento, gambuti di verde, due decussati e uno in palo attraversante. D.C.G. del 18 febbraio 1934 Gonfalone: Drappo di bianco… |                        |
|        | Bevilacqua Troncato: nel primo, di rosso, al semivolo sinistro, di argento; nel secondo, d'argento, al castello di rosso, mattonato di nero, merlato alla guelfa, munito di tre torri, merlate di tre, la torre centrale più alta, ogni torre finestrata con finestrella tonda di nero, esso castello con il fastigio privo di merli, chiuso di nero, fondato sulla pianura di verde. Ornamenti esteriori da Comune. Gonfalone: Drappo di bianco riccamente ornato di ricami d'argento e caricato dello stemma con la iscrizione centrata in argento, recante la denominazione del Comune |                        |
|        | Bonavigo Un cavallo rampante su campo troncato di argento e di azzurro e da una luna rossa calante nel campo superiore |                        |
|        | Boschi Sant'Anna D'argento alla fascia d'azzurro accompagnata in capo da una stella di sei raggi dello stesso, accostata dalle lettere S.A. in caratteri lapidari di nero, e in punta da un albero sradicato al naturale. Gonfalone: Drappo troncato di bianco e d'azzurro, riccamente ornato di ricami d'argento e caricato dello stemma civico con la iscrizione centrata in argento: Comune di Boschi Sant'Anna. Le parti di metallo ed i cordoni sono argentati. L'asta verticale è ricoperta di velluto dei colori del drappo, alternati, con bullette argentate poste a spirale. Nella freccia è rappresentato lo stemma del Comune e sul gambo inciso il nome. Cravatta e nastri ricolorati dai colori nazionali frangiati d'argento. |                        |
|        | Bosco Chiesanuova di azzurro, alla chiesa con antistante portico di cinque archi, d'oro, il frontone cimato da tre croci, una centrale, due laterali, dello stesso, la chiesa finestrata di sei, di nero, chiusa sotto gli archi primo, terzo, quinto, dello stesso, fondata sulla campagna di verde, accompagnata sui fianchi da quattro alberi, due e due, di verde, fustati al naturale, nodriti nella campagna. Ornamenti esteriori da Comune. Gonfalone: drappo troncato di giallo e di bianco… D.P.R. del 22 aprile 2008 |                        |
|        | Bovolone Campo di cielo, all'albero di quercia nodrito sulla pianura erbosa verde D.P.C.M. del 19 luglio 1931 Gonfalone: drappo d'azzurro… |                        |
|        | Brentino Belluno d'azzurro alla fascia d'argento accompagnata in capo da un aratro d'oro e in punta da tra colli all'italiana in verde. D.P.C.M. dell'8 ottobre 1953 Gonfalone: drappo interzato in fascia d'azzurro… D.P.C.M. del 28 ottobre 1953 |                        |
|        | Brenzone Troncato, nel primo di rosso al leone d'oro passante sulla linea di partizione, nel secondo di rosso a tre bande d'oro. Gonfalone: drappo troncato di giallo e di rosso… |                        |
|        | Bussolengo troncato da un filetto di nero; nel 1º d'oro, all'aquila dal volo spiegato, al naturale, coronata d'argento; nel 2º d'argento, all'albero di bosso sradicato e posto sopra un terrazzo erboso, il tutto al naturale. Ornamenti esteriori da Comune. D. Ric. dell'11 settembre 1931 Gonfalone: drappo di colore azzurro… R.D. del 15 ottobre 1931 e LL. PP. del 29 febbraio 1932 |                        |
|        | Buttapietra In campo rosso verde con un leone eretto che spinge con le zampe una pietra. D.C.G. del 21 agosto 1931 Gonfalone: drappo d'azzurro… |                        |
|        | Caldiero Di rosso, con le due spade antiche d'oro, poste in croce di Sant'Andrea, le impugnature delle spade in alto, le punte caricate da due rami di alloro passati in decusse. R.D. dell'11 luglio 1941 Gonfalone: drappo interzato in fascia di rosso, di bianco, di rosso riccamente ornato di ricami d'argento e caricato dello stemma con l'iscrizione centrata in argento Comune di Caldiero. |                        |
|        | Caprino Veronese D'azzurro, alla capra al naturale, saliente sopra una campagna montuosa, di verde. D.C.G. del 7 settembre 1928 Gonfalone: Drappo di azzurro… |                        |
|        | Casaleone D'azzurro, alla casa nascente dal fianco destro, accostata ad un leone d'oro, passante su di una pianura erbosa movente dalla punta. R.D. del 7 settembre 1933, RR.LL.PP. del 25 febbraio 1934 Gonfalone: drappo partito di giallo e blu. |                        |
|        | Castagnaro Troncato, semipartito; nel primo d'azzurro; nel secondo di acqua al naturale; nel terzo di verde al castano al naturale attraversante la divisione. Sul tutto, attraversante in fascia un ponte a dieci arcate, le cinque di sinistra murate. Gonfalone: drappo di azzurro… |                        |
|        | Castel d'Azzano D'argento, alla torre merlata alla guibellina, accostata ai lati da due cortine pure merlate alla ghibellina, il tutto di rosso, uscente dalle acque al naturale. Ornamenti esteriori da Comune. R.D. del 23 luglio 1937 Gonfalone: drappo troncato di rosso e di bianco… |                        |
|        | Castelnuovo del Garda D'azzurro alla torre quadrata, merlata di tre alla ghibellina, d'oro, chiusa, finestrata e murata di nero, terrazzata di verde e sostenuta da due leoni affrontati, con la testa rivoltata all'esterno al naturale. D.C.G del 31 gennaio 1929 Gonfalone: drappo di colore azzurro, riccamente ornato di ricami d'argento e caricato dello stemma comunale con l'iscrizione centrata in argento: Comune di Castelnuovo del Garda. R.D. del 4 agosto 1933, RR.LL.PP. dell'11 marzo 1935 |                        |
|        | Cavaion Veronese Di rosso, all'albero di rovere, al naturale, nodrito su di un monte all'italiana di tre cime di verde, movente dalla punta ed accostato da due lettere maiuscole C di nero. D.C.G del 1º dicembre 1930 Gonfalone: drappo di rosso… R.D. del 22 agosto 1930, RR.LL.PP. del 18 giugno 1931 |                        |
|        | Cazzano di Tramigna |                        |
|        | Cerea Pianta di Cerro al naturale sulla pianura di verde, accostata da due C di rosso il tutto in campo argentato sovrastato da una sommità di torre merlata circondato da due rami di quercia e d'alloro, annodati da un nastro dai colori nazionali. D.C.G del 13 gennaio 1937 Gonfalone: drappo d'azzurro… R.D. del 26 dicembre 1936, RR.LL.PP. dell'8 aprile 1940 |                        |
|        | Cerro Veronese |                        |
|        | Cologna Veneta Lo stemma si compone di un ponte a tre archi con sotto acqua fluente, di tre mele cotogne sulle spallette del ponte stesso, del motto latino, preso dal XVII Carme di Catullo “O COLONIA, QUAE CUPIS PONTE LUDERE LONGO”. È completato in alto dal Leone alato di S. Marco, simbolo di una terra che apparteneva alla Serenissima Repubblica. Il Leone posa una zampa sopra un libro, con scritta "PAX TIBI MARCE". Stemma risalente al 1837 (dallo statuto comunale) Gonfalone: drappo partito di giallo e di azzurro… |                        |
|        | Colognola ai Colli Di azzurro, alla colonna tuscanica, di argento, fondata sulla collina tondeggiante, di verde, fondata in punta. Ornamenti esteriori da Comune. Gonfalone: drappo di bianco… D.P.R. del 27 novembre 2009 |                        |
|        | Concamarise Inquartato: una conchiglia, una spiga e delle onde marine. Gonfalone: drappo partito di bianco e di rosso… |                        |
|        | Costermano D'azzurro ad un fascio littorio, ad una alabarda e ad una asta d'argento, posti a ventaglio; il fascio e l'alabarda hanno lame d'argento; in cuore uno scudetto ovale d'oro caricato delle lettere S.P.Q.R. in caratteri romani di nero. Ornamenti esteriori da Comune. D.P.R. del 3 giugno 1982 Gonfalone: drappo partito di bianco e di giallo… |                        |
|        | Dolcè Inquartato: nel primo di rosso, all'alveare d'oro, accantonato da quattro api dello stesso; nel secondo d'azzurro al semivolo spiegato, d'argento; nel terzo d'azzurro, alla pera d'argento, fogliata di due di verde; nel quarto di rosso, all'orso di nero, rivoltato, ritto sulla pianura di verde, posta in sbarra. Ornamenti esteriori da Comune. Gonfalone: drappo d'azzurro… |                        |
|        | Erbezzo D'azzurro, al cesto di vimini d'oro, munito di manico dello stesso, ricolmo di fiori e foglie di ciclamino al naturale, esso cesto sostenuto e attraversante la campagna di verde. Ornamenti esteriori da Comune. D.P.R. del 3 novembre 2010 Gonfalone: Drappo di giallo… D.P.R. del 3 novembre 2010 |                        |
|        | Erbè D'azzurro, al destrocherio movente dal fianco sinistro, vestito di marrone, con la mano di carnagione, impugnante un fascio d'erba di verde, alla campagna dello stesso. Ornamenti esteriori da Comune. D.P.R. del 16 dicembre 1983 Gonfalone: drappo partito d'azzurro e di verde… |                        |
|        | Ferrara di Monte Baldo D'azzurro, all'incudine sulla quale poggia, in sbarra, un martello; l'incudine piantata su un ceppo posto sopra un ristretto di terreno; il tutto al naturale. Ornamenti esteriori da Comune. D.P.C.M. del 9 giugno 1953 Gonfalone: drappo di colore azzurro, riccamente ornato di ricami d'argento e caricato dello Stemma Comunale con l'iscrizione centrata in argento: Comune di Ferrara di Monte Baldo. D.P.C.M. del 28 ottobre 1953 |                        |
|        | Fumane Incongruenza tra disegno e blasonatura: Va rappresentata la facciata della chiesetta di Villa Della Torre di Fumane. |                        |
|        | Garda D'azzurro, al castello di due torri, merlato alla ghibellina aperto e finestrato di nero, su un monte al naturale sorgente dal lago di argento, al leone rivoltato, passante sul lido. Ornamenti esteriori da Comune. D. Ric. del 4 settembre 1932 Gonfalone: drappo di colore azzurro… |                        |
|        | Gazzo Veronese Gonfalone: drappo di azzurro… |                        |
|        | Grezzana Inquartato dal filetto di rosso: nel PRIMO, di azzurro, al cane rivoltato, seduto, sostenuto dalla pianura di verde, e accompagnato nel cantone destro del capo dalla mezzaluna calante, di argento; nel SECONDO ; di azzurro, alla torre d'argento, murata di nero, fondata sul monte di verde, questo fondato sul filetto; nel TERZO, di azzurro, alla rosa di rosso, volta verso il fianco destro dello scudo, gambuta di verde, il gambo posto in banda alzata e fogliata di quattro, tre foglie a sinistra, una a destra, dello stesso; nel QUARTO di azzurro, alla pecora d'argento, rivoltata, saliente; sul tutto, lo scudo ellittico, di argento, bordato del filetto di rosso, caricato dalla corona all'antica di cinque punte, posta in capo, d'oro, e da cinque melagrane di rosso, aperte all'ingiù, gambute e fogliate di due, di verde poste tre, due. Ornamenti esteriori da Comune. D.P.R. dell'11 giugno 1997 Gonfalone: drappo di bianco…                                                                                                  |                        |
|        | Illasi |                        |
|        | Isola Rizza Su campo verde ed azzurro, una scrofa con in bocca un fascio di spighe di riso. Gonfalone: drappo partito di bianco e di azzurro… |                        |
|        | Isola della Scala Partito: sulla destra (araldica) in campo di cielo, sono tre tife emergenti dalle acque, sulla sinistra una scala d'argento in campo rosso. Lo stemma è accompagnato dal motto NEC DESCENDERE NEC MORARI ("né scendere, né fermarsi"). Gonfalone: drappo partito di bianco e di rosso… |                        |
|        | Lavagno Gonfalone: drappo d'azzurro… |                        |
|        | Lazise Bisecato in senso longitudinale e recante da una parte una figura di drago rosso in campo giallo e dall'altra il campo quadrettato in bianco e blu. Gonfalone: drappo d'azzurro… |                        |
|        | Legnago D'azzurro, alla barca al naturale, su acque di verde, ondate d'argento, ad un tronco d'albero radicato, nascente dalla barca, nodoso di tre pezzi il superiore a sinistra fogliato di tre, il tutto al naturale, alla vela d'argento, gonfia verso destra, appoggiante al tronco, recante il motto: "INTENDUNT ZEPHIRI" e sotto lo scudo: "COMUNITAS LENIACI". Lo scudo sarà sormontato dalla speciale corona di Comune. R.D. del 22 marzo 1923 Gonfalone: drappo d'azzurro… |                        |
|        | Malcesine Di rosso, al castello merlato d'argento, aperto e finestrato di nero, sormontato da un mostro, pure d'argento, cimato da una banderuola d'oro, svolazzante a sinistra il castello fondato sopra un monte di verde, uscente da una riviera d'argento alias: Di rosso, una fortezza rettangolare situata su uno sprone roccioso a picco sul lago. La fortezza ha una porta aperta al pianterreno, nonché due finestre ad arco come la porta, al piano centrale, coronata con cinque merli a coda di rondine, più in alto una terrazza con due finestre simili alle precedenti coronate pure esse da uguali merli; sulla cima, un'asta verticale con fiamma, ossia una bandiera dorata di forma allungata in senso orizzontale, con due punte più lunghe, svolazzante a sinistra. D.M. del 27 giugno 1926 Gonfalone: drappo di rosso… |                        |
|        | Marano di Valpolicella Campo di cielo all'aquila dal volo spiegato. Ornamenti esteriori da Comune. R.D. del 18 luglio 1931 e LL. PP. del 21 dicembre 1931 Gonfalone: drappo troncato di azzurro e di bianco… |                        |
|        | Mezzane di Sotto D'azzurro, con torre d'argento, murata di nero, fondata in punta, merlata alla ghibellina di quattro, i merli centrali più bassi e più stretti, la torre chiusa di nero con arco a sesto acuto, finestrata con bifora munita di archi a tutto sesto, posta sotto la merlatura, dello stesso e con due finestrelle ordinate in palo, di nero, la torre accompagnata da quattro pali fortemente diminuiti, due a destra, due a sinistra, d'oro, i due pali a destra alternati dalla stella di sei raggi, dello stesso posta all'altezza del punto d'onore, i due pali a sinistra alternati da uguale stella, posta alla detta altezza. Gonfalone: drappo di giallo con la bordatura di azzurro… |                        |
|        | Minerbe D.P.R. del febbraio 2001 |                        |
|        | Montecchia di Crosara Tre monti verdi su campo azzurro con tre stelle d'argento corrispondenti ai tre vertici dei monti. Gonfalone: drappo di azzurro… |                        |
|        | Monteforte d'Alpone D'azzurro al castello d'argento, torricellato di tre pezzi, il centrale più alto, aperto e finestrato del campo, sormontato da tre stelle d'oro male ordinate, fondato su campagna di verde. Ornamenti esteriori da Comune. R.D. del 21 giugno 1942 Gonfalone: drappo di azzurro bordato di rosso… |                        |
|        | Mozzecane Troncato: nel 1° d'azzurro, al destrocherio di carnagione, con la mano sopra una fiamma di rosso, uscente da un braciere d'oro; nel 2° d'argento al cane di rosso passante a destra. Ornamenti esteriori da Comune. R.D. del 10 gennaio 1935 e LL. PP. del 6 febbraio 1936 Gonfalone: drappo di colore azzurro… R.D. del 10 gennaio 1935, RR.LL.PP. del 6 febbraio 1936 |                        |
|        | Negrar Troncato: al primo di rosso alla testa di negro posta in maestà, al secondo d'argento al grappolo d'uva di nero pampinoso di due pezzi di verde. R.D. del 12 aprile 1934, RR.LL.PP. del 27 febbraio 1939 Gonfalone: Drappo di colore rosso… R.D. del 12 aprile 1934, RR.LL.PP. del 27 febbraio 1939 |                        |
|        | Nogara D'azzurro all'albero di noci nodrito in una campagna di verde. D.C.G del 12 luglio 1935 |                        |
|        | Nogarole Rocca Un edificio che si erge tra una rocca. Gonfalone: drappo di azzurro… |                        |
|        | Oppeano d'argento alla torre di rosso murata e finestrata di nero, merlata di quattro alla ghibellina e cimata di un alberello al naturale; il tutto fondato su campagna di verde. Ornamenti esteriori da Comune. D.P.R. del 6 dicembre 1976 Gonfalone: drappo troncato di rosso e di bianco riccamente ornato di ricami d'argento e caricato dello stemma sopra descritto con la iscrizione centrata in argento: Comune di Oppeano. |                        |
|        | Palù Tre canne in una palude. |                        |
|        | Pastrengo D'oro, alla collina di tre cime di verde che sostengono: quella centrale, più elevata, un pastore al naturale tenente nella mano destra un incastro di nero, e quelle laterali due pecore pure al naturale. Nel canton destro del capo una stella d'azzurro (6) e nel cantone sinistro due spade d'argento poste in decusse. Ornamenti esteriori da Comune. D.P.R. del 27 gennaio 1966 Gonfalone: drappo giallo oro… |                        |
|        | Pescantina Partito, nel primo, di rosso al leone d'oro, rivolto, poggiante con la zampa posteriore destra su campagna verde e tenente con le branche anteriori una lancia al naturale; nel secondo, d'azzurro, alla donna seduta sulla riva di un fiume nell'atto di pescare con una lenza, ove è appeso un pesce. Ornamenti esteriori da Comune. D.P.C.M. del 15 marzo 1951 Gonfalone: drappo partito di azzurro e di rosso… |                        |
|        | Peschiera del Garda Di rosso, alle due anguille dorate, poste in palo fronteggiantesi, alla stella dorata posta in capo. D.C.G del 9 marzo 1935 |                        |
|        | Povegliano Veronese |                        |
|        | Pressana Partito: a sinistra stivale tra acqua e cielo con tre stelle e a destra una croce con le inquartate superiori rispettivamente iscritte "CO-PR". Gonfalone: drappo di azzurro… |                        |
|        | Rivoli Veronese D'azzurro, all'obelisco napoleonico diruto, sostenente il tricolore italiano, il tutto al naturale. Ornamenti esteriori da Comune. Gonfalone: drappo di colore azzurro, riccamente ornato di ricami d'argento e caricato dello stemma sopra descritto con l'iscrizione centrata in argento: COMUNE DI RIVOLI VERONESE. D.P.R. del 2 settembre 1959 |                        |
|        | Ronco all'Adige Gonfalone: drappo di colore rosso… D.P.R. del 16 gennaio 1973 |                        |
|        | Roncà d'azzurro, a tre monti al naturale, sulla campagna di verde, accompagnata da due roncole d'acciaio, manicate d'oro e decussate. Ornamenti esteriori da Comune. D.Ric. del 17 ottobre 1935 Gonfalone: drappo interzato in palo di verde, di bianco e di rosso… |                        |
|        | Roverchiara Su sfondo azzurro, una pianta di rovere al naturale, radicata su campagna verde. Gonfalone: Drappo partito di verde e di azzurro… |                        |
|        | Roveredo di Guà Una pianta di rovere al naturale nascente dalla campagna. Gonfalone: drappo partito di verde e di bianco… |                        |
|        | Roverè Veronese Di azzurro, alla fortezza formata da cinque torri unite, di argento, murate di nero, merlata alla ghibellina, la torre centrale alta e larga, merlata di quattro, chiusa di nero, cimata dalla rovere di verde, fustata al naturale; le due torri combacianti con la torre centrale, una a destra, l'altra a sinistra, di misure intermedie, arretrate in secondo piano, ognuna merlata di due; le torri laterali, combacianti con le torri mediane, una a destra, l'altra a sinistra, più esigue, arretrate in terzo piano, ognuna merlata di due; le cinque torri finestrate ognuna con finestrella tonda di nero; essa fortezza fondata sulla pianura di verde, questa caricata dallo stradello scalinato di sette, di argento, posto in sbarra, unito alla soglia della porta e desinente sul lembo inferiore dello scudo. Ornamenti esteriori da Comune. Gonfalone: drappo di bianco con la bordatura di verde… D.P.R. del 28 luglio 2005 |                        |
|        | Salizzole Di rosso, al braccio movente dal fianco sinistro, vestito di nero, con il polsino di argento, la mano di carnagione tenente il fascio di rami di salice ripaiolo, posto in palo, di verde. Ornamenti esteriori da Comune. D.P.R. del 21 marzo 1997 Gonfalone: drappo di bianco con la bordatura di rosso… |                        |
|        | San Bonifacio Inquartato: nel primo e nel quarto d'azzurro alla stella di sei punte d'oro; il secondo e il terzo palato di nero e d'argento; al capo d'azzurro, alla croce piana d'oro [che è di Verona]. Gonfalone: drappo di bianco… |                        |
|        | San Giovanni Ilarione D'azzurro all'aquila di nero col volo abbassato, la testa rivolta a sinistra, accompagnata da tre stelle (6) d'argento, due in capo ed una in punta. Ornamenti esteriori da Comune. D.C.G. del 26 maggio 1936 Gonfalone: drappo di azzurro… D.C.G. del 26 maggio 1936 |                        |
|        | San Giovanni Lupatoto D.C.G del 9 dicembre 1936 Gonfalone: drappo di azzurro… |                        |
|        | San Martino Buon Albergo Di rosso, al cavaliere cavalcante il cavallo d'argento, sellato di nero, con gli arti anteriori alzati, gli arti posteriori sostenuti dalla pianura di verde, il cavaliere armato di tutto punto di acciaio al naturale, l'elmo ornato di tre piume di azzurro, afferrante con la mano destra la lancia d'oro, posta in banda alzata, con la punta all'ingiù, con la mano sinistra le briglie di nero, il tutto rivoltato. Ornamenti esteriori da Comune. Gonfalone: drappo di bianco… Bandiera: drappo di bianco con la bordatura partita di rosso e di verde, caricato dallo stemma del Comune. L'asta sarà ornata dalla cravatta tricolorata dai colori nazionali… D.P.R. del 2 ottobre 2006 |                        |
|        | San Mauro di Saline |                        |
|        | San Pietro di Morubio D'argento, alla fascia ondata di azzurro, passante dietro una ruota industriale, dentata di otto d'oro, posta in cuore allo scudo. Ornamenti esteriori da Comune. Decreto del 6 ottobre 1953 Gonfalone: Drappo di colore azzurro, riccamente ornato di ricami d'argento e caricato dello stemma sopradescritto con l'iscrizione centrata in argento: Comune di San Pietro di Morubio. |                        |
|        | San Pietro in Cariano Di azzurro, al terreno collinoso di verde, fondato in punta e uscente dai fianchi, sostenente centralmente la fanciulla, attraversante, inginocchiata, in profilo, il viso, il collo, le mani, di carnagione, capelluta d'oro, vestita con l'ampia tunica di argento munita della cintura d'oro, tenente tra le mani giunte la lista svolazzante a sinistra, d'oro, posta sull'azzurro, caricata dalla scritta FIDES, in lettere maiuscole di nero, esso terreno sostenente a destra la chiesa di rosso, chiusa di nero, unita al campanile di rosso, finestrato di nero; a sinistra il castello di rosso, merlato alla guelfa, chiuso e finestrato di nero, chiesa e castello esigui per effetto di lontananza; il tutto accompagnato nel canton destro del capo dalla stella di sei raggi, d'oro. Ornamenti esteriori da Comune. D.P.R. del 28 settembre 2007 Gonfalone: drappo di giallo con la bordatura di rosso, riccamente ornato di ricami d'argento… Bandiera: drappo partito di rosso e di giallo con lo stemma comunale attraversante. |                        |
|        | San Zeno di Montagna Figura del vescovo cattolico moro S. Zeno. Gonfalone: drappo di rosso… |                        |
|        | Sanguinetto interzato in fascia; il 1º di rosso a tre stelle d'argento, il 2º di azzurro; il 3º di verde; il 2º e 3º caricato di tre covoni d'oro uno accanto all'altro. Ornamenti esteriori da Comune. D.P.R. del 28 gennaio 1972 Gonfalone: drappo di colore azzurro… |                        |
|        | Sant'Ambrogio di Valpolicella D'azzurro a due monti d'argento sulla campagna di verde, alla vite di verde fruttifera di rosso posta in fascia. Ornamenti esterni da Comune. R.D. del 15 maggio 1933, RR.LL.PP. del 12 febbraio 1934 Gonfalone: drappo triangolato d'argento e di rosso… |                        |
|        | Sant'Anna d'Alfaedo Tre monti stilizzati di colore verde su sfondo azzurro. |                        |
|        | Selva di Progno d'azzurro, all'albero di quercia, nodrito su terrazzo erboso, il tutto al naturale, alla fascia ondata d'argento, attraversante sul tutto. Ornamenti esteriori da Comune. D.C.G del 21 agosto 1931 |                        |
|        | Soave partito di rosso e d'argento, al castello torricellato di tre, la torre mediana più grande e più alta, merlato alla ghibellina, aperto e finestrato dei campi, murato di nero attraversante sul tutto dall'uno all'altro, accompagnato in punta da due lettere maiuscole C.S. di nero. Ornamenti esteriori da Comune. D.C.G del 1º febbraio 1931 Gonfalone: drappo di rosso… R.D. del 3 agosto 1930, RR.LL.PP. del 10 dicembre 1931 |                        |
|        | Sommacampagna Campo di cielo, al monte di tre cime di verde, movente da una campagna erbosa al naturale; il monte sormontato da due spade decussate, con le punte all'ingiù, d'argento manicate d'oro. Ornamenti esteriori da Comune. D. Ric. dell'11 settembre 1931 Gonfalone: drappo di colore azzurro… R.D. del 9 aprile 1931 e LL. PP. del 4 febbraio 1932 |                        |
|        | Sona Incappato: al 1° di rosso, alla tromba antica d'oro, posta in sbarra; al 2° d'argento, alla torre al naturale; al 3° di rosso, alla tromba antica d'oro, posta in banda. Ornamenti esteriori da Comune. Gonfalone: drappo di bianco, bordato di rosso… |                        |
|        | Sorgà D'argento, alla pianta di sorgo fiorita di oro nodrita su campagna verde. Ornamenti esteriori da Comune. Decreto del 1º gennaio 1943 Gonfalone: drappo partito di bianco e di verde… D.P.R. n. 653 del 25 giugno 1953 |                        |
|        | Terrazzo Di rosso, alla torre merlata d'oro, chiusa, aperta e murata di nero. D.C.G del 4 agosto 1931 Gonfalone: drappo di color verde, riccamente ornato di ricami d'argento e caricato dello stemma del Comune, con l'iscrizione centrata in argento "Comune di Terrazzo". Le parti di metallo ed i nastri sono argentati; l'asta verticale è ricoperta di velluto verde con bullette argentate poste a spirale. Nella freccia sarà rappresentato lo stemma del Comune e sul gambo inciso il nome. Cravatta e nastri tricolorati dai colori nazionali, frangiati d'argento. R.D. del 22 agosto 1930, RR.LL.PP. del 21 dicembre 1931 |                        |
|        | Torri del Benaco Di azzurro, al castello di argento, torricellato di tre pezzi, il mediano più elevato, merlato alla guelfa, murato di nero, aperto e finestrato e poggiato su un fondo ristretto di verde nascente a uno specchio di acqua. Gonfalone: drappo rettangolare di stoffa di color azzurro, terminato nella parte inferiore a tre bandoni rettangolari a forma di vajo, il centrale più lungo, riccamente ornato di argento e caricato dello stemma del Comune (d'azzurro a tre torri merlate), sormontato dalla iscrizione, centrata ed in argento: "Comune di Torri del Benaco". |                        |
|        | Tregnago D'azzurro, al castello di tre torri, merlato alla ghibellina, al naturale, aperto, finestrato e murato di nero, fondato su di una pianura erbosa di verde, al palo ondato d'argento, movente dalla porta del castello; il castello sormontato da tre stelle di sei raggi d'oro male ordinate. Ornamenti esteriori da Comune. D.Ric. del 24 luglio 1929 |                        |
|        | Trevenzuolo D'azzurro ad una chiesetta con campanile, tegolata di rosso e sinistrata da un albero di verde, il tutto fondato su campagna pure di verde caricata da un viottolo di campagna di giallo. Ornamenti esteriori da Comune. D.P.R. del 25 giugno 1981 Gonfalone: drappo partito di verde e d'azzurro… |                        |
|        | Valeggio sul Mincio Gonfalone: drappo partito di rosso e d'azzurro… D.P.R. del 27 giugno 1958 |                        |
|        | Velo Veronese Di azzurro, al torrione di due palchi, di rosso, mattonato di nero, merlato alla guelfa, il palco superiore merlato di sette e finestrato di due in fascia, di nero, le finestre con arco a tutto sesto, il palco inferiore merlato di nove, finestrato di due in fascia, di nero, le finestre quadrangolari, esso torrione chiuso di nero, fondato sulla collina trapezoidale, di verde, fondata in punta, e accompagnato in capo e sui fianchi da tredici stelle di cinque raggi, d'argento, poste in arco, la stella centrale più grande. Ornamenti esteriori da Comune. Gonfalone: drappo di bianco con la bordatura di azzurro D.P.R. del 13 maggio 2003 |                        |
|        | Verona D'azzurro, alla croce d'oro. D.C.G del 23 dicembre 1938 Gonfalone: drappo d'azzurro alla croce di giallo… D.C.G del 10 giugno 1939 |                        |
|        | Veronella D'azzurro ad una cinta merlata alla ghibellina con porta aperta di rosso nel mezzo della quale un leone d'oro rampante; la cinta posta su una pianura di verde. R.D. del 2 settembre 1938 e LL. PP. del 29 agosto 1941 Gonfalone: drappo di colore azzurro… |                        |
|        | Vestenanova |                        |
|        | Vigasio di rosso al gambero d'oro montante, sinistrato da una radice pure di oro fogliata di verde con la punta rivolta in basso. Il tutto accompagnato da cinque stelle (5) d'argento disposte due in capo e tre in punta dello scudo. Ornamenti esteriori da Comune. D.P.R. del 21 luglio 1965 Gonfalone: drappo partito di rosso e di bianco… |                        |
|        | Villa Bartolomea D'argento ad una figura di donna, ferma sulla pianura erbosa; di fronte; il capo cinto da una corona di spighe, vestita d'azzurro con sciarpa bianca a tracolla in banda, tenente con la destra una catena di ferro, rotta, e colla sinistra una cornucopia d'oro, il tutto al naturale. Ornamenti esteriori di Comune secondo la popolazione". Motto: IN LIBERTATE LABOR. R.D. del 20 luglio 1872 e LL. PP. del 28 luglio 1872 Gonfalone: drappo troncato di bianco e di verde… |                        |
|        | Villafranca di Verona Partito di azzurro e di rosso, al castello d'oro, attraversante, murato di nero, torricellato di tre, la torre centrale più alta e più larga, chiuso di nero, finestrato di otto, dello stesso, quattro finestre nel corpo del castello, quattro nelle torri, due ordinate in palo nella torre centrale, due nelle torri laterali, una e una; esso castello merlato alla ghibellina, il fastigio di nove, le torri ognuna di tre. Ornamenti esteriori da Città. Gonfalone: drappo partito di rosso e di azzurro… DPR del 25 marzo 2009 |                        |
|        | Zevio Di rosso, al destrocherio ornato e manicato d'argento, impugnante con la mano di carnagione due chiavi decussate di argento, con l'ingegno all'ingiù. D.C.G del 18 gennaio 1932 Gonfalone: drappo di rosso… D.C.G del 18 gennaio 1932 |                        |
|        | Zimella Di verde, alla gemella in fascia ondata d'argento. Ornamenti esteriori da Comune. R.D. del 28 giugno 1928 e LL. PP. del 25 ottobre 1928 Gonfalone: drappo di stoffa bianca di forma rettangolare… |                        |

## Ex comuni
| Stemma | Ex Comune e blasonatura | Gonfalone |
| ------ | --- | --------- |
|        | Avesa (dagli anni Venti del XX secolo annesso al comune di Verona) D'azzurro alla bordura d'oro, alle tre file di api pure d'oro poste in fascia 5,4,3. |           |